# Leptomastidea usta
Leptomastidea usta är en stekelart som beskrevs av Prinsloo 2001. Leptomastidea usta ingår i släktet Leptomastidea och familjen sköldlussteklar.
Artens utbredningsområde är:
- Botswana.
- Zimbabwe.

Inga underarter finns listade i Catalogue of Life.